# Peter Reichenbach (Jurist)
Peter Reichenbach (* 18. Dezember 1928 in Leipzig; † 19. Oktober 1978 Rostock) war ein deutscher Jurist und Justitiar auf dem Gebiet des deutschen und internationalen Seerechts.

## Leben
Er wurde als Sohn des promovierten Juristen und Rechtsanwalts Erich Reichenbach, und dessen Ehefrau Elly, geb. Hesse, einer Sonderschullehrerin, geboren.
Im Jahre 1947 legte er die Prüfungen zum Abitur an einem kriegsbedingten Ausweichquartier des staatlichen Humanistischen Gymnasiums in Leipzig erfolgreich ab. Danach studierte er Rechtswissenschaft an der Universität Leipzig und durchlief den bisher in der SBZ/DDR noch weiter geltenden alten deutschen Ausbildungsgang von dreijährigem Studium mit erstem juristischen Staatsexamen sowie Absolvierung des Rechtsreferendariats und abschließender Referendarprüfung (zweites Examen). Die Referendarzeit verbrachte er beim Amtsgericht Riesa und in seiner Geburtsstadt am Landgericht Leipzig sowie bei der sächsischen Landesregierung in Dresden und abschließend bei der Leipziger Justizverwaltungsstelle.
Nach dem zweiten Examen arbeitete er von 1953 bis 1964 beim Rat des Bezirkes Rostock, zunächst als Leiter der Rechtsstelle sowie als Justitiar und dann als Stellvertreter des Leiters der Abteilung Schiff(f)ahrt und Häfen. Danach wechselte er zur Direktion des Seeverkehrs und der Hafenwirtschaft in Rostock. Nach der Berufung von Heinz Neukirchen im Juni 1964 in das Amt des „Präsidenten der Direktion des Seeverkehrs und der Hafenwirtschaft“ wurde Reichenberg Leiter des Sekretariats der Direktion. In dieser Zeit absolvierte er bis 1966 zusätzlich ein postgraduales Studium auf dem Gebiet des Seerechts an der Universität Rostock, welches von der damaligen Ingenieur-Ökonomischen Fakultät ausgerichtet wurde. Er wurde nach erfolgreichem Abschluss auf eigenen Wunsch wissenschaftlicher Mitarbeiter am Institut des Seeverkehrs und der Hafenwirtschaft (ISH).

### Mitarbeiter am Institut des Seeverkehrs und der Hafenwirtschaft in Rostock
Ab Sommer 1967 widmete er sich der wissenschaftlichen Forschung zu seerechtlichen Themen am IHS in Rostock. Dort arbeitete er zusammen im Forschungsbereich Seerecht mit den wissenschaftlichen Mitarbeitern Rudi Frenzel, Adolf Hauer, Dolly Richter-Hannes, Norbert Trotz und anderen.

### Dissertation
Reichenbach schrieb eine Dissertation mit dem Thema Schiffssicherheit und maritime Verkehrssicherung in den Küstengewässern der DDR und reichte sie am 15. Juli 1970 der Juristenfakultät an der Universität Halle unter dessen Dekan Hans Spiller ein. Die Gutachter waren die Professoren Gerhard Reintanz aus Halle (Saale) sowie aus Rostock Jörgen Haalck und der Kapitän zur See Fritz Elchlepp. Die Promotion wurde mit magna cum laude bewertet.

### Mitglied der Gesellschaft für Seerecht
Seit ihrer Gründung 1972 war Reichenbach Mitglied der Gesellschaft für Seerecht der DDR. Er leitete dort ehrenamtlich die Interessengemeinschaft Seestaats- und Seeverwaltungsrecht.

### Tätigkeit beim Seefahrtsamt in Rostock
Vor seinem frühen Tod im Alter von 49 Jahren war er Leiter der Abteilung Seerecht des Seefahrtsamtes der DDR in Rostock zunächst unter Direktor Artur Maul und dann von 1975 bis 1978 dessen Nachfolger, Kapitän Gerd Haußmann.
Dolly Richter-Hannes und Norbert Trotz – zuvor im IHS mit Reichenberg  tätig – arbeiteten mit ihm als Angestellte des Seefahrtsamtes auch hier, bevor sie nach Potsdam zur Akademie für Staats- und Rechtswissenschaft der DDR wechselten.

### Gutachtertätigkeit
Gelegentlich wurde Reichenbach als Gutachter wissenschaftlicher Arbeiten herangezogen. So wirkte er bei der Beurteilung bzw. Bewertung der seerechtlichen Dissertation des späteren Hochschullehrers und Professors Günter Hepper im Jahre 1975 mit.

## Auszeichnungen
- Verdienstmedaille der Seeverkehrswirtschaft in Bronze und Silber
- Medaille für treue Dienste in der Seeverkehrswirtschaft
- Aktivist (mehrmals)[2]

## Porträt
Der Nachruf für Reichenbach in der Zeitschrift Seewirtschaft, Fachorgan für Schiffbau, Schiff(f)ahrt, Hochseefischerei, Meerestechnik, wurde mit einem Porträt des Verstorbenen veröffentlicht. Es zeigt eine nachdenkliche Persönlichkeit mit dunklem Brillengestell und Herren-Jacket gekleidet.
Hervorgehoben wurden im Nekrolog „sein Arbeitsenthusiasmus und seine Freude an analytischer Tätigkeit – gepaart mit umfassenden juristischem, historischem uns kunstwissenschaftlichen Kenntnissen ... .  “ Zudem wurde die von ihm gewährte „Unterstützung“ bei der Betreuung von Diplomanden und Doktoranden gewürdigt.

## Veröffentlichte Beiträge (Auswahl)
- Mit Friedrich Elchlepp: Zu Problemen der Verkehrssicherung in den Küstengewässern der DDR.[10]
- Staatliche Verkehrssicherung und Haftung für >öffentliche Arbeiten< in französischen Küstengewässern[11]
- Das Kriegsschiff als Subjekt und Objekt der Rettung aus Seenot.[12]
- Der Begriff >Schiffssicherheit< und seine rechtliche Qualität.[13]
- Wrackbeseitigung – ein Wesentliches Element der maritimen Verkehrssicherung.[14]
- Mit Günter Hepper: Zum Problem Zeitcharter, Schiffsmiete und Schiffsleasingvertrag.[15]
- Transformation der IMCO-Sicherheitskonventionen in das nationale Recht.[16]